# Independent Days Festival
L'Independent Days Festival, meglio noto come I-Days Festival, è un festival musicale che si svolge in Italia nei mesi estivi. Nato nel 1999, le prime edizioni si sono svolte a Bologna, poi nel 2009 e dal 2018 a Milano.
In origine il festival ospitava principalmente numerosi gruppi underground e grandi nomi del punk rock, rock alternativo, reggae, ska, nu metal e hardcore punk. Successivamente con la crescente popolarità del festival, i gruppi sul palco furono sempre meno e il genere si spostò verso generi più commerciali come il pop rock, il pop e l'hip hop.

## Edizioni

### 2025
- 2 giugno: Justin Timberlake
- 7 giugno: Dua Lipa
- 20 giugno: Duran Duran
- 24 giugno: Spiritbox, Jimmy Eat World, JPEGmafia, Linkin Park
- 15 luglio: Wet Leg, Girl in red, Olivia Rodrigo

### 2024
Si è tenuto a Milano nei due ippodromi SNAI (Ippodromo La Maura e Ippodromo San Siro).
- Mercoledì 29 maggio: Ice Nine Kills, Five Finger Death Punch, Metallica
- Martedì 4 giugno: Lana Del Rey, Clara, Dardust
- Domenica 16 giugno: Nothing but Thieves, Green Day
- Giovedì 27 giugno: Doja Cat
- Sabato 29 giugno, domenica 30 giugno: Tedua
- Sabato 6 luglio: The Vaccines, Royal Blood, Queens of The Stone Age
- Domenica 7 luglio: Yungblud, Imminence, Bring Me The Horizon
- Martedì 9 luglio: Avril Lavigne, Simple Plan, Sum41
- Venerdì 12 luglio: Bnkr44, Stray Kids, Nmixx

### 2023
Si è tenuto all'Ippodromo La Maura a Milano.
- Giovedì 22 giugno: Florence + The Machine, Foals
- Venerdì 23 giugno: Rosalía
- Sabato 24 giugno: Paolo Nutini, Interpol, Fast Animals and Slow Kids
- Venerdì 30 giugno: Travis Scott
- Sabato 1º luglio: Liam Gallagher, The Black Keys, Nothing but Thieves
- Domenica 2 luglio: Red Hot Chili Peppers, Skunk Anansie, Primal Scream, Studio Murena
- Sabato 15 luglio: Arctic Monkeys, The Hives, Willie J Healey

### 2022
Si è tenuto all'Ippodromo La Maura a Milano.
- Giovedì 9 giugno: Greta Van Fleet
- Venerdì 10 giugno: Aerosmith (cancellato)
- Sabato 11 giugno: Imagine Dragons, Rkomi, Mother Mother
- Domenica 12 giugno: Foo Fighters (cancellato)
- Mercoledì 15 giugno: Green Day

### 2021
Evento programmato coi seguenti artisti, ma annullato e riprogrammato al 2022.
- Giovedì 10 giugno: System of a Down, Korn
- Venerdì 11 giugno: Aerosmith, Rival Sons
- Sabato 12 giugno: Foo Fighters
- Domenica 13 giugno: Vasco Rossi

### 2020
A causa della Pandemia di COVID-19 in Italia, il concerto di Billie Eilish a I-Days 2020 è stato cancellato.
- Venerdì 17 luglio: Billie Eilish (cancellato)

### 2019
annullato

### 2018
- Giovedì 21 giugno: The Killers, Liam Gallagher, Richard Ashcroft, Slydigs
- Venerdì 22 giugno: Pearl Jam, Stereophonics, Catfish and the Bottlemen, The Last Internationale, Lany, Omar Pedrini
- Sabato 23 giugno: Noel Gallagher's High Flying Birds, Placebo, Paul Kalkbrenner, Ride, Isaac Gracie, Joan Thiele
- Domenica 24 giugno: Queens of the Stone Age, The Offspring, Wolf Alice, CRX
- [Area Expo][2]

### 2017
Si è tenuto al Parco di Monza.
- Giovedì 15 giugno: Green Day, Rancid, Tre Allegri Ragazzi Morti, Shandon
- Venerdì 16 giugno: Radiohead, James Blake, Michael Kiwanuka, Ex-Otago, Santa Margaret
- Sabato 17 giugno: Linkin Park, Blink-182, Sum 41, Nothing but Thieves, Sick Tamburo
- Domenica 18 giugno: Justin Bieber, Martin Garrix, Bastille, Alma

### 2016
Si è tenuto al Parco di Monza.
- Venerdì 8 luglio: Paul Kalkbrenner, Bloc Party, Jake Bugg, Jasmine Thompson, The Sherlocks, Michele Bravi.
- Sabato 9 luglio: Sigur Rós, Stereophonics, Shura, Låpsley, Honne, Formation, Sophie.
- Domenica 10 luglio: Suede, Biffy Clyro, Eagulls, Public Access T.V., Klangstof, Anteros.
- [Parco di Monza]

### 2012
- 2 settembre: Green Day, The Kooks, Angels & Airwaves, Social Distortion, All Time Low.

Il concerto dei Green Day e dei Kooks è stato annullato per malore del cantante Billie Joe Armstrong, che è stato ricoverato in ospedale.

### 2011
- 3 settembre: Arctic Monkeys headliner, Kasabian, White Lies, The Wombats, The Vaccines e Morning Parade.
- 4 settembre: The Offspring headliner, No Use for a Name, Simple Plan, Taking Back Sunday, Face to Face, If I Die Today e Adam Kills Eve

### 2010
- 2 settembre: Arcade Fire, Modest Mouse, Chapel Club, Fanfarlo, JoyCut.
- 4 settembre: Blink-182 headliner, Sum 41, Simple Plan, All Time Low e The Leeches.

In origine al posto dei Sum 41 avrebbero dovuto esserci i Pennywise ma, avendo annullato il loro tour europeo, non hanno potuto partecipare alla manifestazione.

### 2009
Deep Purple, The Kooks, Kasabian, Twisted Wheel, Expatriate, The Haçienda.
Inizialmente gli headliner dovevano essere gli Oasis ma poi furono sostituiti dai Deep Purple. La manifestazione si è tenuta all'Arena Fiera di Rho (Mi).

### 2008
Non ha avuto luogo

### 2007
Nine Inch Nails, Tool, Maxïmo Park, Hot Hot Heat, ...And You Will Know Us by the Trail of Dead, Billy Talent, Petrol.
I Peeping Tom di Mike Patton erano inizialmente nel cartellone poi hanno cancellato la loro data a Bologna e tutte le date europee dopo che il medico gli ha imposto un periodo di riposo dopo un lungo tour di un anno e mezzo e quindi sono stati sostituiti da Billy Talent e Petrol.

### 2006
Non ha avuto luogo

### 2005
Subsonica, Queens of the Stone Age, Bad Religion, The Blood Brothers, The Bravery, Editors, The Futureheads, Maxïmo Park, Meganoidi, Skin, Social Distortion, Forty Winks, Marsh Mallows, The Peawees, Sikitikis

### 2004
Sonic Youth, Franz Ferdinand, The Libertines, Mark Lanegan, Mondo Generator, Tre Allegri Ragazzi Morti, Colour Of Fire, Blueskins, Julie's Haircut, Ray Daytona and Googoobombos, The Darkness, Velvet Revolver, MC5, Lars Frederiksen and the Bastards, Melissa Auf der Maur, The Dirtbombs, New Found Glory, Thee S.T.P., Persiana Jones, Derozer, Radio 4, Everlast, Feist, Madbones, Friday Star, Morticia Lovers, Flogging Molly, Yellowcard, Vanilla Sky, Coheed And Cambria, Young Heart Attack, Ghetto Ways, Forty Winks, The No One, Wet Tones

### 2003
Rancid, The Cramps, The Mars Volta, Radio Birdman, Nashville Pussy, Lagwagon, A.F.I, Alkaline Trio, The Ataris, Mad Caddies, Fratelli Di Soledad, Thrice, The Hormonauts, Los Fastidios, Immortal Lee County Killers, Bigoz Quartet, All American Rejects, Punx Crew, The Peawees, Forty Winks,
Motorama, Thee S.T.P., Kim's Teddy Bears, Moravagine, Le Braghe Corte, Marsh Mallows, Karnea, Coffee Shower

### 2002
Subsonica, NOFX, The Jon Spencer Blues Explosion, Modena City Ramblers, Sick of It All, No Use for a Name, Punkreas, Meganoidi, The Music, Something Corporate, Pulley, Bouncing Souls, Ikara Colt, D4

### 2001
Man or Astro-man?, Mogwai, Eels, Turin Brakes, Ed Harcourt, I Am Kloot, The (International) Noise Conspiracy, Micevice, Boy Hits Cart, Cut, Diva Scarlet, Valentines, Manu Chao, Muse, Africa Unite, Ska-P, Modena City Ramblers, Rocket from the Crypt, Mad Caddies, Reel Big Fish, Banda Bassotti, Meganoidi, Persiana Jones, Tre Allegri Ragazzi Morti, Backyard Babies, Sun Eats Hours, Rude Pravo, Gea, Killjoint, Addiction, Porno Riviste

### 2000
Tenda Festival
- Sabato 2: Mr. Bungle, Boss Hog, Andre Williams, Slim, Titan, Coldplay.

Il concerto dei Coldplay saltò per motivi di salute del cantante.
Arena Parco Nord
- Domenica 3: blink-182, Limp Bizkit, Deftones, Millencolin, Verdena, Punkreas, No Use for a Name, Muse

Il concerto dei blink-182 si concluse dopo un paio di brani perché interrotto da una sassaiola da parte del pubblico; inutili gli appelli dell'organizzatore e di altre band (in particolare i Deftones) che chiesero, senza successo, di mettere fine al lancio di bottigliette di plastica e oggetti vari.

### 1999
The Offspring, Joe Strummer & The Mescaleros, Silverchair, Sick of It All, Hepcat, Lit, Punkreas, Verdena, Tre Allegri Ragazzi Morti